# توتشاپی (ناحیه ویشکوف)
توتشاپی (به چکی: Tučapy) یک منطقهٔ مسکونی در جمهوری چک است که در ناحیه ویشکوو واقع شده‌است. توتشاپی ۵٫۲۸ کیلومتر مربع مساحت و ۵۲۰ نفر جمعیت دارد و ۵۱۴ متر بالاتر از سطح دریا واقع شده‌است.